# كايسا بيرغستروم
كايسا بيرغستروم (بالسويدية: Kajsa Bergström)‏ هي لاعبة كرلنغ سويدية، ولدت في 3 يناير 1981 في Sveg ‏ في السويد.

## وصلات خارجية
- كايسا بيرغستروم على موقع الاتحاد الدولي للكرلنغ (الإنجليزية)
- كايسا بيرغستروم على موقع أوليمبيديا (الإنجليزية)
- كايسا بيرغستروم على موقع اللجنة الأولمبية السويدية (السويدية)